# Kai Lindberg
Pour les articles homonymes, voir Lindberg.
Kai Lindberg, né le 10 décembre 1899 à Elseneur (Danemark) et mort le 27 mai 1985 à Frederiksberg (Danemark), est un homme politique danois, membre des Sociaux-démocrates, ancien ministre et ancien député au Parlement (le Folketing).